# Huckstorf

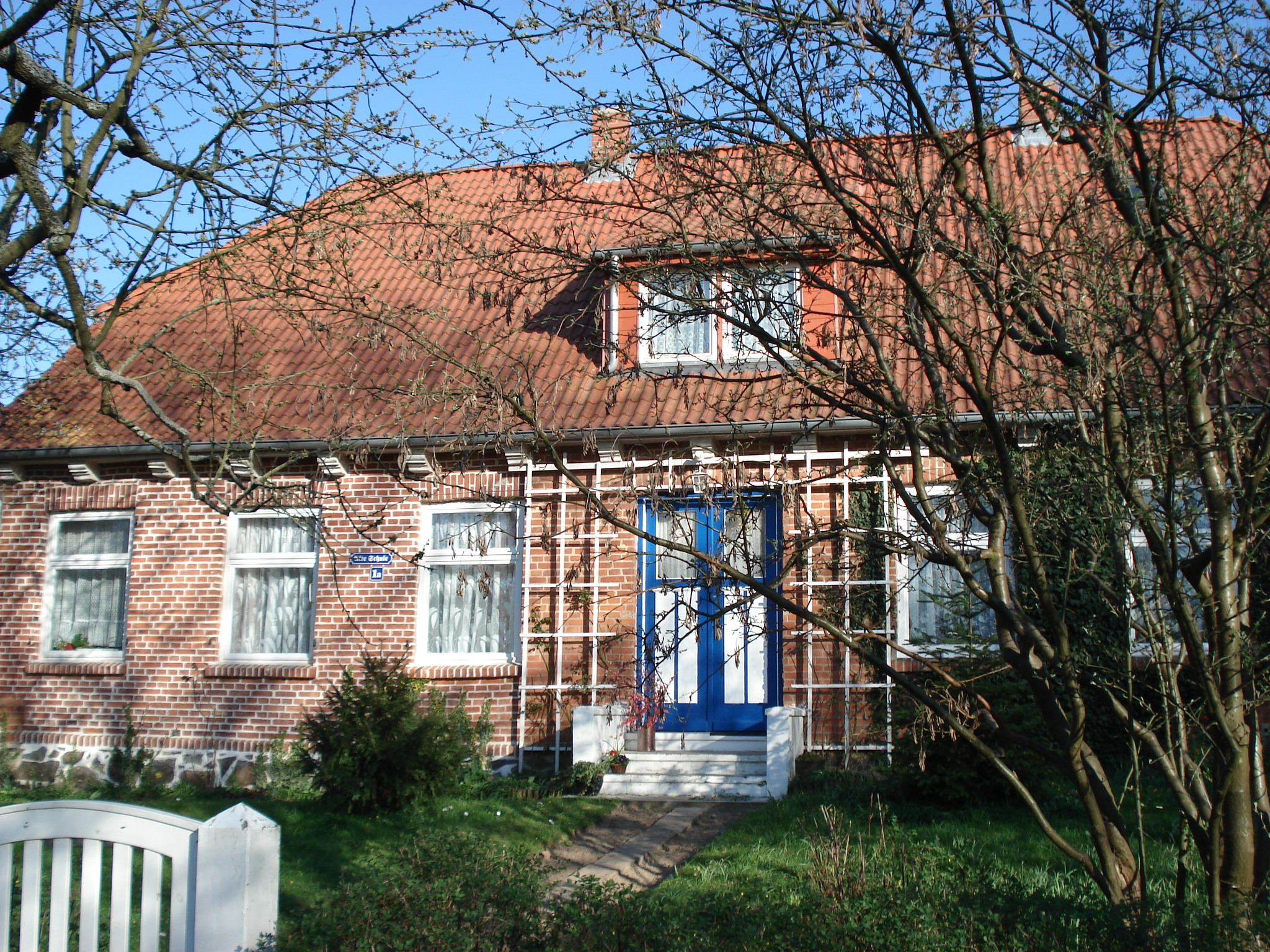
Die Alte Schule in Huckstorf

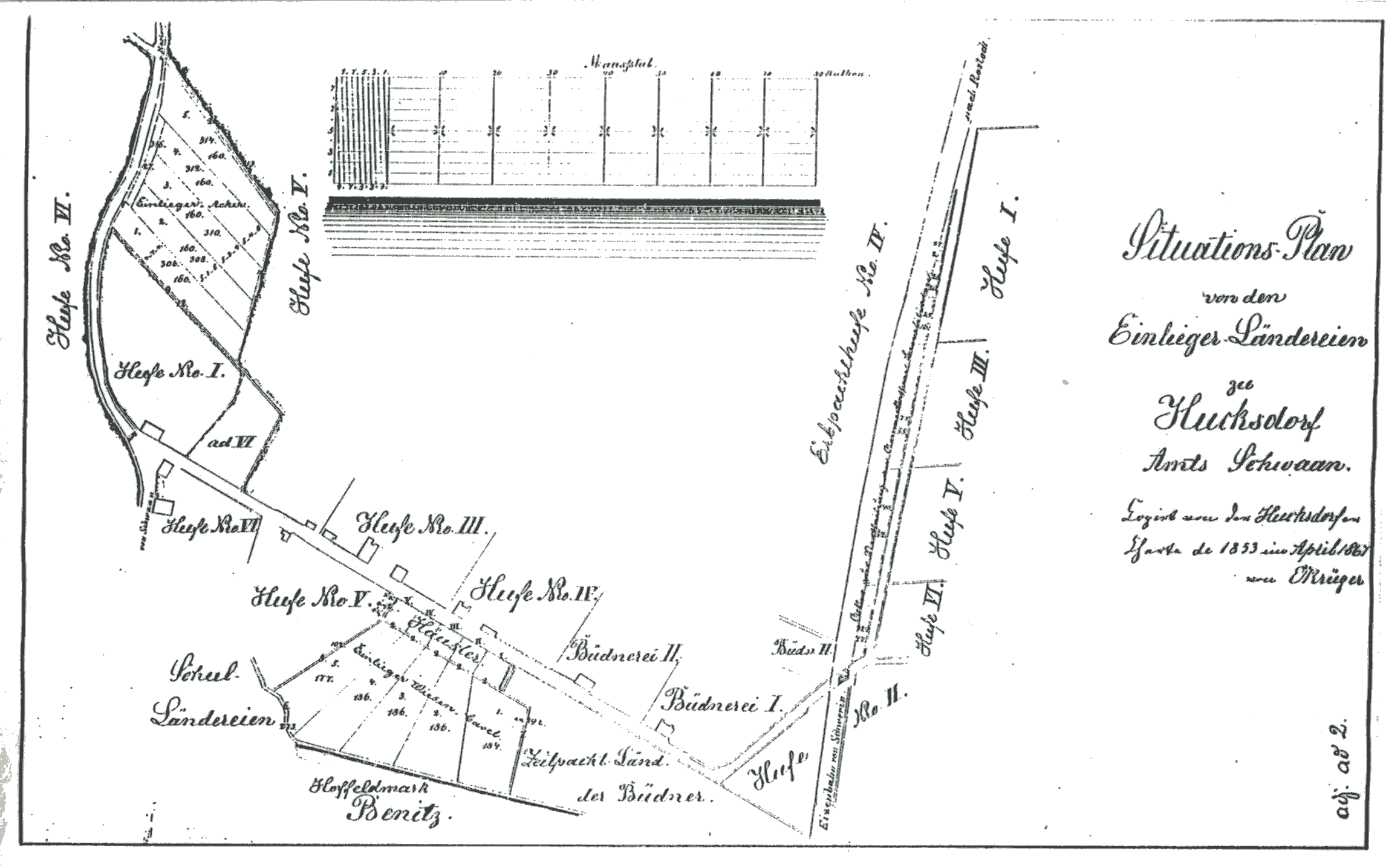
Plan von Huckstorf und dessen Höfen von 1853 (erstellt 1867)

Huckstorf ist ein Ort im Landkreis Rostock in Mecklenburg-Vorpommern, der rund zehn Kilometer südlich der Hansestadt Rostock liegt. Er gehört zur Gemeinde Pölchow im Amt Warnow-West und hat rund 200 Einwohner. Die direkten Nachbardörfer sind Benitz und Wahrstorf, in der Nähe befindet sich ebenso die Ortschaft Brookhusen. Huckstorf gehört zur Kirchgemeinde Buchholz. Die nächstgrößere Stadt ist das fünf Kilometer entfernte Schwaan.

## Geografie
Huckstorf liegt entlang eines Urstromtals der Beke, die jedoch nicht dieselbe wie die durch Schwaan fließende Beke ist. Die Ortschaft erstreckt sich über 2,5 Kilometer bis zur Warnow. Die höchsten Erhebungen der näheren Umgebung sind der Ziegelberg und der Bullenberg mit 33,6 bzw. 33 m ü. NHN.

## Geschichte
Die Herkunft des Ortsnamens ist nicht erwiesen. Mehrere Deutungen sind möglich, so unter anderem von dem Wort „huk“ („Winkel“ oder „Ecke“) oder von „hucke“, das u. a. „Wölbung“, „Hügel“ bedeutet und auf die hügelige Landschaft um Huckstorf hinweisen würde.
Huckstorf entstand während der Deutschen Ostsiedlung im 13. Jahrhundert. Wie die beiden anderen Gemeindedörfer war Huckstorf als Bauerndorf angelegt worden, von der Dorfform her handelt es sich um ein Sackdorf und vom Sondertyp um ein Sackgassendorf (eine beidseits gassenartig bebaute Dorfstraße). Als „Hukesdorpe“ erfolgte die Ersterwähnung in einer Urkunde vom Rostocker Ratsarchiv am 16. Dezember 1314. In der Ersterwähnung bezeugte Heinrich der II. von Mecklenburg, dass Otto von Rethwisch das Dorf an Gerlach und Willekin von Baumgarten verpfändete. In den folgenden Jahrhunderten fanden mehrere Besitzwechsel statt. Zum Ende des 15. Jahrhunderts gehörte Huckstorf einem Herrn namens Katzow, der das Dorf 1499 an die Jakobikirche zu Rostock verkaufte.
Mit der Reformation in Mecklenburg begann sehr bald die Säkularisation, d. h. das Eigentum der katholischen Kirche wurde zu weltlichem, also herzoglichen Eigentum umgewandelt. So kamen die beiden Bauerndörfer Pölchow und Huckstorf in den Besitz des Herzoghauses. Die Bauern wurden als Zeitpächter eingesetzt, sie arbeiteten auf den Äckern und versorgten das Vieh, jedoch gehörten ihnen weder Land, noch Vieh, nicht einmal die Wohn- und Wirtschaftsgeräte. Den Dreißigjährigen Krieg hat Huckstorf wahrscheinlich relativ unbeschadet überstanden. Die Besitzverhältnisse änderten sich im 18. Jahrhundert, als herzogliche Pachthöfe teilweise verkauft wurden. Im Laufe der Zeit entstanden in Huckstorf auch kleinere Bauernstellen, die Häuslereien.
Die alte Landstraße von Rostock nach Güstrow führte früher an Huckstorf vorbei. Dies ermöglichte eine Krugwirtschaft als Raststätte für Passagiere und Pferde der Postkutschen. Im Plan von 1796 ist die „Krüger Stelle“ eingezeichnet. Auch nach der Zeit der Postkutschen gab es einen Krug. Aus den Jahren 1917 und 1921 ist bekannt, dass der Schmied einen Kaufmannsladen und einen Krug bewirtschaftete.
Nachdem der Postweg seine Bedeutung nach 1844 verloren hatte, wurde die Straße nur noch schlecht gewartet und erst in den 1930er Jahren wurde die Strecke auf Betreiben des Wahrstorfer Gutsbesitzers befestigt.
Am 1. Juli 1950 wurde Huckstorf nach Pölchow eingemeindet.

### Eisenbahn
Ab 1848 begann der Bau der Bahnstrecke Hagenow–Schwerin–Bad Kleinen–Bützow–Rostock, die auch die Feldmark des Dorfes Huckstorf durchschnitt. Nach Verzögerungen wurde die Strecke am 13. Mai 1850 feierlich übergeben, eine Station gab es in Huckstorf aber nicht. Erst am 17. Dezember 1948 erhielt Huckstorf an der zuvor demontierten und 1948 wieder neu erbauten Strecke einen Haltepunkt. Dieser dient vor allem den Pendlern und Berufsverkehr aus der Gemeinde und dem anliegenden Ort Benitz, anfangs auch dem auf der anderen Seite der Warnow liegenden Dorf Damm.

### Schifffahrt
Nach Regulierungsmaßnahmen an der Warnow verkehrte von 1863 bis zum Anfang des 20. Jahrhunderts ein Dampfer zwischen Rostock und Schwaan. Vor allem transportierte er Getreide und Zuckerrüben, war aber wenig wirtschaftlich, und so wurde die Dampfschifffahrt eingestellt. Weiter wurden auf kleineren Transportschiffen Ziegel, Torf und landwirtschaftliche Produkte sowie Kohle aus Rostock für die Ziegelherstellung nach Huckstorf transportiert. Nachdem die Warnow in den 1960er Jahren zum Trinkwasserschutzgebiet wurde, musste die motorbetriebene Schifffahrt eingestellt werden.

### Schule
Die ersten Erwähnungen einer Schule stammen aus dem Jahr 1816. Das heutige Schulhaus wurde 1863 oder 1864 errichtet. Von 1867 bis 1930 wurde die Schule fortlaufend „Industrieschule“ genannt. Die hier unterrichtenden Lehrer unterrichteten oft über Jahrzehnte hinweg in diesem Gebäude. Zu dem Gebäude gehörten, wie auf dem Lande üblich und wegen der schlechten Bezahlung der Lehrer notwendig, neben mehreren Wiesen auch Ackerflächen und ein Tierbestand. Der zur Schule gehörende Sportplatz wurde 1927 verlagert. Die Schule war bis 1945 einklassig, der aktive Schulbetrieb erfolgte bis 1960, seitdem besuchen die Huckstorfer Schüler die Schule in Papendorf.

### Ziegelgewerbe und Torfabbau
Der erste amtliche Nachweis einer Ziegelei stammt aus dem Jahr 1854. Der Betrieb wurde auf der Hufe 4 errichtet. Der Wahrstorfer Inspektor, der bereits auf dem Wahrstorfer Gut die Ziegelei bewirtschaftete, erwarb die Ländereien 1850 als Erbpachthufe. Auf ihnen gab es umfangreiche Ton- und Torfvorkommen, die der Erbpächter nutzbar machen wollte. Er plante einen Brennofen, der mit Steinkohle befeuert werden sollte, und eine Trockenscheune. Dieses wurde amtlich genehmigt. Da das Wetter die Trocknung der Rohlinge nicht immer zuließ, war die Ziegelherstellung saisonal begrenzt. Zur Wärmeerzeugung im Brennofen wurden aber doch die ebenfalls auf der Erbpachthufe vorkommenden Torfressourcen mit amtlicher Erlaubnis genutzt. Die erzeugten Ziegel wurden mit Handkarren zur nahe gelegenen Warnow transportiert, wo sie dann verschifft wurden. Die Huckstorfer Ziegelei existierte bis 1885. Während dieser Zeit wurden die großen Torfvorkommen nicht ausgeschöpft. Gewerbsmäßig wurde das Torflager erst im 20. Jahrhundert wieder verwertet. 1919 pachtete ein Lübecker Torfunternehmer das Torfmoor und gründete mit einem Geschäftspartner das Huckstorfer Presstorfwerk Volker & Sander, um Presstorf herzustellen. Dieser Betrieb existierte nur kurzzeitig.

### Bevölkerungsentwicklung
In Huckstorf gab es 1704 35 Einwohner. Die Zahl erhöhte sich bis 1817 auf 80, bis vor den Zweiten Weltkrieg wuchs die Einwohnerzahl auf 119 (1925). Danach blieb sie konstant bei etwa 80. Nach der Wende 1989 erfolgte ein verstärkter Zuzug von Rostockern, so dass die Anzahl der Bewohner bis 2005 auf rund 200 anwuchs.

## Verkehrsanbindung
Der Ort ist über die Bahnstrecke Bad Kleinen–Rostock an das Netz der Linie S2 der S-Bahn Rostock angeschlossen. Die Bahnhaltestelle ist behindertengerecht ausgebaut und liegt im Verkehrsverbund Warnow in Zone 8. Die Züge verkehren wochentags stündlich in Richtung Rostock und Güstrow über Schwaan. Am Wochenende und feiertags hält die S-Bahn alle 2 Stunden. Ebenso erreicht man Huckstorf von Rostock aus dreimal täglich mit dem Bus der Linie 106 des Regionalverkehr Küste.
Mit dem Auto kann man die Ortschaft von Rostock aus wie folgt erreichen: Rostock Hauptbahnhof – Goetheplatz – Südring – Nobelstraße – A 20 – Abfahrt Südstadt – Pölchow – Wahrstorf.

## Besonderheiten
Durch Huckstorf verläuft der Radweg Berlin–Kopenhagen. Seit 1997 gibt es eine Ökologische Wohnsiedlung im Ort. Die für 24 Häuser konzipierte Siedlung war die erste ihrer Art in Mecklenburg-Vorpommern und wurde im Jahr 2000 mit dem Umweltpreis des Schweriner Landtags ausgezeichnet.